# Carl Heinrich Albrecht von Knoblauch

Wappen derer von Knoblauch

Carl Heinrich Albrecht von Knoblauch (* 1781; † Dezember 1825 in Halle (Saale)) war ein deutscher Orgelbauer.

## Leben
Über Carl Heinrich Albrecht von Knoblauchs Leben ist wenig bekannt. Ebenso unbekannt ist, wo er seine Ausbildung als Orgelbauer erhielt. Er stammte wahrscheinlich aus der adligen Familie von Knoblauch. Um 1806 heiratete er in der Laurentiuskirche in Neumarkt bei Halle Johanna Friederike Tannenberg. Bei der Stadt Halle war Knoblauch als ständiger Prüfer und Stimmer der Orgel in der Moritzkirche angestellt. Um 1810 war Johann Gottlob Mende in seiner Werkstatt in Halle sein Geselle, ebenso wie Bernhard Dreymann. Auch Friedrich Leopold Morgenstern erhielt wahrscheinlich bei Knoblauch seine Ausbildung.
Im Jahre 1819 reparierte Knoblauch die Orgel in Osmünde für 260 Reichstaler.
Mende hatte ab 1820 eine eigene Werkstatt in Leipzig und baute 1820 in Knoblauchs Auftrag die Orgel in der Gedächtniskirche in Schönefeld (1898 abgetragen für eine neue Orgel von Richard Kreutzbach).
1825 verstarb Knoblauch mit 44 Jahren, während der Arbeiten an der Orgel für die Kirche in Wansleben am See. Im Sterberegister des Archivs der Laurentiusgemeinde zu Halle findet sich im Dezember der Eintrag, dass er „an einem Nervenschlag dahinsank“.

## Werk
Die Größe der Instrumente wird in der fünften Spalte durch die Anzahl der Manuale und die Anzahl der klingenden Register in der sechsten Spalte angezeigt. Ein großes „P“ steht für ein selbstständiges Pedal, ein kleines „p“ für ein angehängtes Pedal. Eine Kursivierung zeigt an, dass die betreffende Orgel nicht mehr bzw. nur noch das Gehäuse erhalten ist.
| Jahr | Ort              | Gebäude                          | Bild\|         | Manuale | Register | Bemerkungen                                                        |
| ---- | ---------------- | -------------------------------- | -------------- | ------- | -------- | ------------------------------------------------------------------ |
| 1808 | Friedrichsaue    | St. Bartholomäus                 | Bild der Orgel | I/P     | 14       | [ 4 ]                                                              |
| 1811 | Siebenlehn       | Stadtkirche                      |                | I/P     | 14       | Restaurierung 2011 gefördert von der Stiftung Orgelklang           |
| 1816 | Reipisch         |                                  | Bild der Orgel |         |          | Sanierung ab 2016, Orgel                                           |
| 1819 | Hohenweiden      |                                  |                | I/P     | 13 (12)  | 2019–20 restauriert vom Orgelbauer Thomas Schildt aus Halle, Orgel |
| 1820 | Tagewerben       |                                  |                |         |          | Orgel kostete 669 Taler                                            |
| 1823 | Falkenhain-Heyda | Dorfkirche Falkenhain (Lossatal) |                |         |          | [ 9 ]                                                              |
| 1825 | Wansleben am See | St. Andreas und Stephani         |                |         |          | stark reparaturbedürftig                                           |